# 서보 머그더

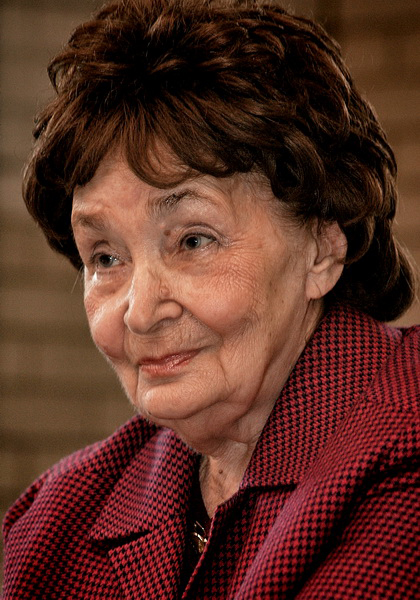

서보 머그더(Szabó Magda, 1917년 10월 5일 ~ 2007년 11월 19일)는 헝가리의 작가로서 외국에 가장 많이 알려진 여성 작가이다.

## 생애
제1차 세계대전의 진행에 따라 다뉴브 제국이 세상에서 사라진 해인 1917년 10월 5일 헝가리의 동부 도시 데브레첸에서 개신교 집안의 딸로 태어났다. 1935년에 데브레첸의 김나지움을 졸업하고, 코슈트 러요시(Kossuth Lajos) 대학에 바로 들어가 고전어(라틴어)와 헝가리 문학을 전공했고, 1940년 교사 자격증을 얻으며 철학 박사로 졸업했다. 졸업과 함께 시작해 1945년까지 교사로 재직했으며, 이어서 1949년까지는 교육부에서 일했다.
서보 머그더의 문학은 시로 시작된다. 1947년 ≪양(Bárány)≫, 1948년 ≪인간으로의 회귀(Vissza az emberig)≫ 등의 시집을 발간했다. 그녀는 ≪뉴거트≫의 전통을 잇는 우이홀드 그룹의 시인이었다. 높은 수준의 순수시를 지향하는 그의 문학은 당시의 정치적 상황과 어울리지 않았고, 그 원인이 부르주아라는 출신 성분에 있는 것으로 판단되었다. 그 때문에 서보 머그더는 1949년 저명한 바움가르텐(Baumgarten) 상을 수상했으나 수상 자체가 바로 무효화되었다. 그와 동시에 그녀는 공무원 신분을 잃게 되었음은 물론, 이후 10년 동안 작품 발표 금지령을 받는다. 1947년에 결혼한, 작가이자 번역가인 남편 소보트커 티보르(Szobotka Tibor)의 운명도 서보 머그더와 마찬가지였다. 1956년 헝가리 혁명의 영향으로 비로소 출판 금지령에서 해제되었고, 서보 머그더는 그 후 전업 작가로 왕성하게 활동하다가 2007년 11월 19일 세상을 떠났다. 그녀의 죽음을 알린 헝가리의 통신사 ≪MTI≫에 의하면 “헝가리의 가장 중요한 작가 가운데 하나인 서보 머그더가 의자에 앉아 책을 읽으면서 평화롭게 잠들었다”고 한다.
서보 머그더는 시, 아동문학, 드라마, 여행기, 에세이, 희곡 등 문학 전반에서 업적을 남겼다. 서보 머그더의 소설만 몇 개 들자면 ≪프레스코(Freskó)≫(1958)를 필두로 ≪사슴(Az őz)≫(1959), ≪도살 잔치(Disznótor)≫(1960), ≪필러투시(Pilátus)≫(1963), ≪창세기 1장 22절(Mózes egy, huszonkettő)≫(1967), ≪커털린 거리(Katalin utca)≫(1969), ≪옛 우물(Ókút)≫(1970), ≪구식 이야기(Régimódi történet)≫(1977), ≪문(Az ajtó)≫(1987), ≪엘리제를 위하여(Für Elise)≫(2002) 등이 있다. 그의 작품은 지금까지 42개의 언어로 번역되어 수백만 부가 팔릴 정도로 세계인의 사랑을 받았다. 그리하여 지금까지의 헝가리 사람 중에서 가장 많이 활자로 인쇄되어 세계적으로 알려진 사람으로 통한다.
국내외에서 수상한 수많은 경력 중 몇 가지를 들자면 1959년과 1975년에 수상한 요제프 어틸러(József Attila) 상, 1978년 코슈트 러요시 상, 2003 프랑스 외국여성문학(Prix Femina Etranger) 상 등이 있다. 그리고 1992년부터 세체니(Széchenyi) 문학예술원 회원이 되었고, 1993년에는 유럽 학술원 회원이 되었다.